# Sparkassen Cup
Sparkassen Cup je zaniklý ženský tenisový turnaj WTA Tour, který se hrál v hale na koberci v letech 1990–2003. Konal se v saském Lipsku s účastí třiceti dvou tenistek ve dvouhře a šestnácti párů ve čtyřhře. V letech 1990–1992 byl součástí kategorie Tier III, poté postoupil do vyšší kategorie Tier II.
Nejúspěšnější hráčkou se stala Steffi Grafová, která vyhrála první čtyři ročníky. Vícenásobná vítězství ve dvouhře také zaznamenaly Anke Huberová, Jana Novotná a Kim Clijstersová.

## Vítězky

### Dvouhra
| Rok  | Vítězka              | Finalistka                   | Výsledek             |
| ---- | -------------------- | ---------------------------- | -------------------- |
| 1990 | Steffi Grafová       | Arantxa Sánchezová           | 6–1, 6–1             |
| 1991 | Steffi Grafová       | Jana Novotná                 | 6–3, 6–3             |
| 1992 | Steffi Grafová       | Jana Novotná                 | 6–3, 1–6, 6–4        |
| 1993 | Steffi Grafová       | Jana Novotná                 | 6–2, 6–0             |
| 1994 | Jana Novotná         | Mary Pierceová               | 7–5, 6–1             |
| 1995 | Anke Huberová        | Magdalena Malejevová         | bez boje             |
| 1996 | Anke Huberová        | Iva Majoliová                | 5–7, 6–3, 6–1        |
| 1997 | Jana Novotná         | Amanda Coetzerová            | 6–2, 4–6, 6–3        |
| 1998 | Steffi Grafová       | Nathalie Tauziatová          | 6–3, 6–4             |
| 1999 | Nathalie Tauziatová  | Květa Hrdličková             | 6–1, 6–3             |
| 2000 | Kim Clijstersová     | Jelena Lichovcevová          | 7–6 (10–8), 4–6, 6–4 |
| 2001 | Kim Clijstersová     | Magdalena Malejevová         | 6–1, 6–1             |
| 2002 | Serena Williamsová   | Anastasija Myskinová         | 6–3, 6–2             |
| 2003 | Anastasija Myskinová | Justine Heninová-Hardenneová | 3–6, 6–3, 6–3        |

### Čtyřhra
| Rok  | Vítězky                                           | Finalistky                                       | Výsledek            |
| ---- | ------------------------------------------------- | ------------------------------------------------ | ------------------- |
| 1990 | Gretchen Magersová Lise Gregory                   | Manon Bollegrafová Jo Durieová                   | 6–2, 4–6, 6–3       |
| 1991 | Manon Bollegrafová Isabelle Demongeotová          | Jill Hetheringtonová Kathy Rinaldiová-Stunkelová | 6–4, 6–3            |
| 1992 | Larisa Neilandová Jana Novotná                    | Patty Fendicková Andrea Strnadová                | 7–5, 7–6 (7–4)      |
| 1993 | Nataša Zverevová Gigi Fernándezová                | Larisa Neilandová Jana Novotná                   | 6–4, 6–3            |
| 1994 | Patty Fendicková Meredith McGrathová              | Larisa Neilandová Manon Bollegrafová             | 6–4, 6–4            |
| 1995 | Larisa Neilandová Meredith McGrathová             | Brenda Schultzová-McCarthyová Caroline Visová    | 6–4, 6–4            |
| 1996 | Kristie Boogertová Nathalie Tauziatová            | Miriam Oremansová Sabine Appelmansová            | 6–4, 6–4            |
| 1997 | Martina Hingisová Jana Novotná                    | Yayuk Basukiová Helena Suková                    | 6–2, 6–2            |
| 1998 | Ai Sugijama Jelena Lichovcevová                   | Manon Bollegrafová Irina Spîrleaová              | 6–3, 6–7 (2–7), 6–1 |
| 1999 | Larisa Neilandová Mary Pierceová                  | Ai Sugijama Jelena Lichovcevová                  | 6–4, 6–3            |
| 2000 | Anne-Gaëlle Sidotová Arantxa Sánchezová-Vicariová | Kim Clijstersová Laurence Courtoisová            | 6–7 (6–8), 7–5, 6–3 |
| 2001 | Nathalie Tauziatová Jelena Lichovcevová           | Květa Hrdličková Barbara Rittnerová              | 6–4, 6–2            |
| 2002 | Serena Williamsová Alexandra Stevensonová         | Janette Husárová Paola Suárezová                 | 6–3, 7–5            |
| 2003 | Martina Navrátilová Světlana Kuzněcovová          | Jelena Lichovcevová Naděžda Petrovová            | 3–6, 6–1, 6–3       |